# Kathrin Piotrowski
Kathrin Piotrowski (* 17. April 1980, verheiratete Kathrin Wanhoff) ist eine deutsche Badmintonspielerin. Am 1. Oktober 2012 heiratete sie Benjamin Wanhoff.

## Karriere
Kathrin Piotrowski wurde 2004 mit dem FC Langenfeld Deutsche Mannschaftsmeisterin. 2006 und 2007 gewann sie diesen Titel mit dem 1. BC Bischmisheim. In den Einzeldisziplinen siegte sie 2003, 2005 und 2006. International war sie unter anderem beim Volant d’Or de Toulouse, den Turkey International, Portugal International und den Finnish International erfolgreich.

## Sportliche Erfolge
| Saison    | Veranstaltung                          | Disziplin   | Platz | Name |
| --------- | -------------------------------------- | ----------- | ----- | --- |
| 1991/1992 | Westdeutsche Einzelmeisterschaft U12   | Dameneinzel | 1     | Kathrin Piotrowski (PSV Gelsenkirchen-Buer) |
| 1992/1993 | Deutsche Einzelmeisterschaft U14       | Dameneinzel | 1     | Kathrin Piotrowski (PSV Gelsenkirchen-Buer) |
| 1992/1993 | Westdeutsche Einzelmeisterschaft U14   | Dameneinzel | 1     | Kathrin Piotrowski (PSV Gelsenkirchen-Buer) |
| 1993/1994 | Deutsche Einzelmeisterschaft U14       | Damendoppel | 1     | Michaela Peiffer / Kathrin Piotrowski (TuS Wiebelskirchen / PSV Gelsenkirchen-Buer) |
| 1993/1994 | Westdeutsche Einzelmeisterschaft U14   | Damendoppel | 1     | Kathrin Piotrowski / Miriam Mroß (PSV Gelsenkirchen-Buer) |
| 1993/1994 | Westdeutsche Einzelmeisterschaft U14   | Dameneinzel | 1     | Kathrin Piotrowski (PSV Gelsenkirchen-Buer) |
| 1993/1994 | Deutsche Einzelmeisterschaft U14       | Dameneinzel | 2     | Kathrin Piotrowski (PSV Gelsenkirchen) |
| 1993/1994 | Westdeutsche Einzelmeisterschaft U14   | Mixed       | 1     | Gregor Hönscheid / Kathrin Piotrowski (TTC Brauweiler 1948) |
| 1994/1995 | Deutsche Einzelmeisterschaft U16       | Damendoppel | 2     | Michaela Peiffer (TuS Wiebelskirchen) / Kathrin Piotrowski (PSV Gelsenkirchen) |
| 1994/1995 | Westdeutsche Einzelmeisterschaft U16   | Damendoppel | 1     | Miriam Mroß / Kathrin Piotrowski (PSV Gelsenkirchen-Buer) |
| 1994/1995 | Westdeutsche Einzelmeisterschaft U16   | Dameneinzel | 1     | Kathrin Piotrowski (PSV Gelsenkirchen-Buer) |
| 1995/1996 | Westdeutsche Einzelmeisterschaft U16   | Mixed       | 1     | Gregor Hönscheid / Kathrin Piotrowski (TTC Brauweiler 1948 / PSV Gelsenkirchen-Buer) |
| 1995/1996 | Deutsche Einzelmeisterschaft U18       | Damendoppel | 2     | Michaela Peiffer (TuS Wiebelskirchen) / Kathrin Piotrowski (PSV Gelsenkirchen) |
| 1995/1996 | Deutsche Einzelmeisterschaft U16       | Dameneinzel | 2     | Kathrin Piotrowski (PSV Gelsenkirchen) |
| 1995/1996 | Deutsche Einzelmeisterschaft U16       | Mixed       | 1     | Gregor Hönscheid / Kathrin Piotrowski (TTC Brauweiler 1948 / PSV Gelsenkirchen-Buer) |
| 1995/1996 | Deutsche Einzelmeisterschaft U16       | Damendoppel | 1     | Michaela Peiffer / Kathrin Piotrowski (TuS Wiebelskirchen / PSV Gelsenkirchen-Buer) |
| 1996/1997 | Deutsche Einzelmeisterschaft U18       | Damendoppel | 1     | Michaela Peiffer / Kathrin Piotrowski (TuS Wiebelskirchen / PSV Gelsenkirchen-Buer) |
| 1996/1997 | Deutsche Einzelmeisterschaft U18       | Mixed       | 2     | Joachim Tesche (TSV Berkenthin) / Kathrin Piotrowski (PSV Gelsenkirchen) |
| 1996/1997 | Westdeutsche Einzelmeisterschaft U18   | Dameneinzel | 1     | Kathrin Piotrowski (PSV Gelsenkirchen-Buer) |
| 1996/1997 | Westdeutsche Einzelmeisterschaft U22   | Dameneinzel | 1     | Kathrin Piotrowski (PSV Gelsenkirchen-Buer) |
| 1996/1997 | Westdeutsche Einzelmeisterschaft U22   | Mixed       | 1     | David Papendick / Kathrin Piotrowski (BVH Dorsten / PSV Gelsenkirchen-Buer) |
| 1996/1997 | Deutsche Einzelmeisterschaft U18       | Dameneinzel | 2     | Kathrin Piotrowski (PSV Gelsenkirchen) |
| 1997/1998 | Deutsche Einzelmeisterschaft           | Damendoppel | 3     | Nicole Baldewein / Kathrin Piotrowski (Bottroper BG) |
| 1997/1998 | Deutsche Einzelmeisterschaft U19       | Dameneinzel | 2     | Kathrin Piotrowski (PSV Gelsenkirchen) |
| 1997/1998 | Deutsche Einzelmeisterschaft U19       | Damendoppel | 2     | Michaela Peiffer (TuS Wiebelskirchen) / Kathrin Piotrowski (PSV Gelsenkirchen) |
| 1997/1998 | Deutsche Einzelmeisterschaft U19       | Mixed       | 1     | Sebastian Schmidt / Kathrin Piotrowski (VfL Berliner Lehrer / Bottroper BG) |
| 1997/1998 | Westdeutsche Einzelmeisterschaft U19   | Dameneinzel | 1     | Kathrin Piotrowski (Bottroper BG) |
| 1997/1998 | Westdeutsche Einzelmeisterschaft U22   | Mixed       | 1     | David Papendick / Kathrin Piotrowski (BVH Dorsten / Bottroper BG) |
| 1998/1999 | Deutsche Einzelmeisterschaft           | Damendoppel | 2     | Nicole Baldewein / Kathrin Piotrowski (Bottroper BG) |
| 1999/2000 | Deutsche Einzelmeisterschaft U22       | Mixed       | 1     | David Papendick / Kathrin Piotrowski (BVH Dorsten / Bottroper BG) |
| 1999/2000 | Deutsche Einzelmeisterschaft U22       | Damendoppel | 1     | Carina Mette / Kathrin Piotrowski (SC Union 08 Lüdinghausen / Bottroper BG) |
| 1999/2000 | Deutsche Einzelmeisterschaft           | Damendoppel | 3     | Nicole Baldewein / Kathrin Piotrowski (Bottrop) |
| 2000/2001 | Deutsche Einzelmeisterschaft           | Mixed       | 2     | Kristof Hopp / Kathrin Piotrowski (Südring Berlin / Bottroper BG) |
| 2000/2001 | Deutsche Einzelmeisterschaft           | Damendoppel | 2     | Kathrin Piotrowski / Anne Hönscheid (Bottroper BG / FC Langenfeld) |
| 2002/2003 | Deutsche Einzelmeisterschaft           | Damendoppel | 1     | Carina Mette / Kathrin Piotrowski (Bottroper BG / FC Langenfeld) |
| 2002/2003 | Deutsche Mannschaftsmeisterschaft      | Mannschaft  | 4     | FC Langenfeld (Björn Joppien, Przemysław Wacha, Mike Joppien, Wouter Claes, Andreas Wölk, Matthias Bilo, Johannes Bilo, Manuel Andratschke; Steffi Müller, Kathrin Piotrowski, Aileen Rößler, Isabelle Althof) |
| 2002/2003 | Deutsche Einzelmeisterschaft           | Mixed       | 1     | Kristof Hopp / Kathrin Piotrowski (SC Bayer 05 Uerdingen / FC Langenfeld) |
| 2002/2003 | Deutsche Mannschaftsmeisterschaft      | Mannschaft  | 3     | FC Langenfeld (Björn Joppien, Przemysław Wacha, Mike Joppien, Wouter Claes, Andreas Wölk, Matthias Bilo, Johannes Bilo, Manuel Andratschke, Steffi Müller, Kathrin Piotrowski, Aileen Rößler, Isabelle Althof) |
| 2003/2004 | Deutsche Einzelmeisterschaft           | Mixed       | 2     | Kristof Hopp / Kathrin Piotrowski (1. BC Bischmisheim / FC Langenfeld) |
| 2003/2004 | Deutsche Mannschaftsmeisterschaft      | Mannschaft  | 1     | FC Langenfeld (Mike Joppien, Aileen Rößler, Thorsten Hukriede, Kathrin Piotrowski, Stefanie Müller, Björn Joppien, Przemysław Wacha, Matthias Bilo, Andreas Wölk)                                              |
| 2003/2004 | Deutsche Einzelmeisterschaft           | Damendoppel | 3     | Carina Mette / Kathrin Piotrowski (1. BC Bischmisheim / FC Langenfeld) |
| 2004      | Swedish International Stockholm        | Mixed       | 1     | Kristof Hopp / Kathrin Piotrowski |
| 2004/2005 | Deutsche Einzelmeisterschaft           | Mixed       | 1     | Ingo Kindervater (TuS Wiebelskirchen) / Kathrin Piotrowski (FC Langenfeld) |
| 2004/2005 | Deutsche Mannschaftsmeisterschaft      | Mannschaft  | 3     | FC Langenfeld (Mike Joppien, Björn Joppien, Andreas Wölk, Przemysław Wacha, Thorsten Hukriede, Kathrin Piotrowski, Stefanie Müller)                                                                            |
| 2004/2005 | Deutsche Einzelmeisterschaft           | Damendoppel | 2     | Kathrin Piotrowski / Sandra Marinello (FC Langenfeld / SC Union 08 Lüdinghausen) |
| 2005      | Dutch International                    | Mixed       | 2     | Ingo Kindervater / Kathrin Piotrowski |
| 2005      | Finnish International                  | Damendoppel | 1     | Sandra Marinello / Kathrin Piotrowski |
| 2005      | Portugal International                 | Damendoppel | 1     | Sandra Marinello / Kathrin Piotrowski |
| 2005/2006 | Deutsche Einzelmeisterschaft           | Mixed       | 1     | Ingo Kindervater (1. BC Beuel) / Kathrin Piotrowski (1. BC Bischmisheim) |
| 2005/2006 | Deutsche Mannschaftsmeisterschaft      | Mannschaft  | 1     | 1. BC Bischmisheim (Eric Pang, Holvy de Pauv, Kristof Hopp, Michael Fuchs, Ville Lang, Thomas Tesche, Joachim Tesche, Kathrin Piotrowski, Xu Huaiwen)                                                          |
| 2005/2006 | Deutsche Einzelmeisterschaft           | Damendoppel | 2     | Kathrin Piotrowski (1. BC Bischmisheim) / Sandra Marinello (PSV Ludwigshafen) |
| 2006      | Austrian International                 | Mixed       | 1     | Ingo Kindervater / Kathrin Piotrowski |
| 2006/2007 | Deutsche Mannschaftsmeisterschaft      | Mannschaft  | 1     | 1. BC Bischmisheim (Kristof Hopp, Michael Fuchs, Jochen Cassel, Thomas Tesche, Vladislav Druzchenko, Xu Huaiwen, Kathrin Piotrowski)                                                                           |
| 2006/2007 | Deutsche Einzelmeisterschaft           | Damendoppel | 3     | Kathrin Piotrowski (1. BC Bischmisheim) / Steffie Müller (TSV Röttenbach) |
| 2006/2007 | Deutsche Einzelmeisterschaft           | Mixed       | 3     | Thomas Tesche / Kathrin Piotrowski (1. BC Bischmisheim) |
| 2007      | Türkei: Internationale Meisterschaften | Mixed       | 1     | Ingo Kindervater / Kathrin Piotrowski |
| 2007      | Volant d’Or de Toulouse                | Mixed       | 1     | Ingo Kindervater / Kathrin Piotrowski |
| 2007/2008 | Deutsche Einzelmeisterschaft           | Mixed       | 1     | Ingo Kindervater (1. BC Beuel) / Kathrin Piotrowski (BV Rot-Weiß Wesel) |